# Mařenice
Mařenice là một làng thuộc huyện Česká Lípa, vùng Liberecký, Cộng hòa Séc.